# SMS Frundsberg
La SMS Frundsberg è stata una corvetta a propulsione mista vela-vapore della k.u.k. Kriegsmarine in servizio tra il 1874 e il 1918. Ceduta nel 1920 alla Jugoslovenska kraljevska ratna mornarica dapprima assunse il nome di Zlarin e quindi di Krivosije, venendo affondata per bombardamento aereo a Sebenico il 16 novembre 1943.

## Storia
La costruzione della corvetta lignea SMS Frundsberg, su progetto dell'ingegnere Josef Romanko, fu ordinata presso il Cantiere Navale Adriatico San Marco di Trieste e l'unità fu impostata il 19 giugno 1871, varata l'11 febbraio 1873, completata il 15 gennaio 1874 entrando in servizio effettivo nella k.u.k. Kriegsmarine il giorno successivo.

## Descrizione tecnica
La SMS Frundsberg era una corvetta di costruzione mista che dislocava 1.446,57 tonnellate a pieno carico, era lunga 69,08 m fuori tutto, larga 10,46 m, e con un pescaggio di 5,00 m a pieno carico. L'apparato propulsivo si basava su una macchina a 2 cilindri orizzontali STT Fiume e 4 caldaie che erogavano una potenza massima di 1.261 Psi.  Esso muoveva un'elica bipala Griffith del diametro di 4,11 m. La superficie velica, ripartita su tre alberi a vele quadre più bompresso e randa, raggiungeva i 1.638,09 m². La velocità massima raggiungibile era pari a 11,20 nodi, a 86 giri di macchina. L'armamento iniziale si basava su 2 pezzi singoli da 150 mm, 4 da 90 mm, 1 da 70 mm e 4 a tiro rapido da 47 mm. Esso fu modificato già nel 1874 (4 cannoni da 150 mm, 2 cannoni Uchatius da 70 mm, e 2 cannoni a tiro rapido da 25 mm) e nel 1891 (2 pezzi Krupp da 150 mm, 4 cannoni da 90 mm, 2 cannoni da 70 mm, e 2 a tiro rapido da 47 mm.

## Impiego operativo
Appena entrata in servizio presso la squadra navale, la Frundsberg salpò da Pola il 4 febbraio per recarsi in Spagna, dove erano scoppiati dei disordini al fine di aiutare i cittadini austro-ungarici ivi residenti. La corvetta raggiunse Barcellona e quindi Valencia, incrociando nelle acque spagnole fino alla metà del mese di luglio.
L'8 gennaio 1875 partì da Muggia per Messina al fine di soccorrere l'equipaggio della fregata Saida che si era arenata nello stretto di Messina, trasportando nella missione tecnici e attrezzatura. 
Dal gennaio all'aprile 1875 operò in sostegno ad una spedizione archeologica in Samotracia, e nell'aprile dello stesso anno fece parte della scorta dell'imperatore Francesco Giuseppe I in Dalmazia.
Rientrata a Pola, nel 1878 la Frundsberg effettuò una nuova crociera nel Mare Egeo e nel Mediterraneo orientale toccando più volte il porto di Salonicco, in Grecia.
Nel 1879 la corvetta andò ai lavori che comportarono il cambio delle caldaie e lavori di manutenzione alle macchine. Nel corso del 1880 fu modificato l'armamento.
Nel 1884 salpò per effettuare una spedizione lungo le coste Africa orientale al fine di addestrare l'equipaggio e raccogliere informazioni di politica commerciale. La Frundsberg raggiunse Suez, Massaua, Zanzibar, le coste del Mozambico, il Madagascar, e le Seychelles rientrando a Pola il 22 aprile 1885 dopo aver percorso 12.588 miglia nautiche.
Dopo aver subito modifiche all'armamento, la nave partì per un nuovo viaggio transoceanico nell'India orientale al fine di promuovere il commercio austro-ungarico. Durante il viaggio la corvetta toccò i porti di Madras, Calcutta e Bombay, ritornando a Pola nell'aprile 1886. 
Il 21 ottobre 1889 intervenne in soccorso della corvetta SMS Minerva che rischiava di arenarsi in entrata alla rada dell'isola di Lissa, aiutandola a raggiungere un più sicuro ancoraggio. 
Il 23 novembre dello stesso anno si trovava a Pola per accogliere la squadra navale della Kaiserliche Marine tedesca che arrivò il 6 dicembre, e subito dopo si trasferì a Trieste in occasione della visita imperiale alle squadre della kuk Kriegsmarine nella baia di Muggia.
Nel 1891, prima delle manovre navali estive, la Frundsberg ospitò a bordo l'arciduca Leopoldo Ferdinando  e il re Giorgio I di Grecia. Dopo aver ricevuto nuove modifiche all'armamento nel mese di settembre imbarcò i cadetti della Marineakademie per l'annuale crociera di addestramento che doveva portarli dapprima lungo le coste dell'Africa orientale e poi nel Nord America. Nel marzo del 1892 fu raggiunta Lagos, e poi Città del Capo da dove iniziò la traversata dell'Oceano Atlantico per toccare le Bermuda, dove arrivò il 19 maggio. Da qui la corvetta partì per raggiungere Filadelfia il 24 maggio e poi New York dove rimase all'ancora per circa un mese.
La corvetta ritornò in Europa verso la fine del 1893, raggiungendo Portsmouth, in Gran Bretagna. Qui il comandante fu ricevuto dal Kaiser tedesco Guglielmo II e dalla regina Vittoria del Regno Unito. La nave rientrò a Pola il 25 ottobre con il cadavere del comandante, capitano di fregata Karl Chevalier Rousseau d'Happoncourt, morto a bordo l'ultimo giorno di navigazione.
Nel maggio 1895 si trovava a Pola in occasione del varo della nave da battaglia Monarch, e il 1º maggio 1896 salpò da lì, agli ordini del Linienschiffskapitän August Schweisgut, per compiere un viaggio in Africa, India e Sud America. Nel corso di una forte tempesta la Frundsberg’ arrivò a Bombay il 1º luglio, e lì fu somministrato il chinino all'equipaggio a causa di diversi casi di malaria segnalati tra i suoi membri. La nave raggiunse Zanzibar il 5 agosto, consegnando la posta che era stata spedita dall'India. Cape Town fu toccata il 28 settembre 1896, e da questo porto la corvetta raggiunse in un mese di navigazione l'isola di Trinidad, arrivando poi Cuba e alle isole Bermuda. Cadice, in Spagna, fu raggiunta il 27 febbraio 1897 e la Frundsberg ritornò a Pola il 13 marzo.
Nel novembre fu destinata a nave scuola per marinai e, contemporaneamente, a nave deposito munizioni per la divisione navale austro-ungarica schierata a Creta agli ordini del contrammiraglio Johann von Hinke. Come nave scuola, dopo aver compiuto nel febbraio-marzo 1898 una crociera nel Mediterraneo centrale, nel maggio dello stesso anno, al comando del Freggatenkapitän Lucian von Ziegler, la Frundsberg partì per una crociera di addestramento per l'Estremo Oriente dove rimase sino al 1899, toccando i principali porti della Cina, per rientrare a Pola il 23 aprile dopo aver percorso 21.646 miglia marine, di cui 10.994 a vela ed aver visitato 41 porti. 
Posta in riserva nel 1900, rientrò in servizio attivo nel 1902 come nave scuola per l'addestramento marittimo degli equipaggi, e tra il 1903 e il 1904 la Frundsberg compì crociere navigando principalmente nel Mare Adriatico, nel Mediterraneo centrale e nel Mare Tirreno.
Messa in vendita nel 1905 non trovò alcun acquirente, e quindi furono rimosse le caldaie e la macchina motrice, e la Frundsberg divenne nave deposito mine a Sebenico.
Sopravvissuta alla prima guerra mondiale, dopo la fine del conflitto nel 1919 la nave si trovava a Cattaro. Assegnata al Regno dei Serbi, Croati e Sloveni nel 1920, fu immessa in servizio nella Marina militare nel 1921, dapprima con il nome di Zlarin cambiato poi in Krivosije. L'unità fu adattata alle funzioni di nave alloggio del personale del comando portuale di Spalato.
Successivamente rimorchiata a Sebenico, la vecchia corvetta, ora nave deposito, fu catturata dagli italiani nell'aprile 1941, dopo la fine della campagna di Jugoslavia, e li lasciata. La Krivosije venne affondata dalle bombe degli aerei alleati il 16 novembre 1943.
Dopo la fine della seconda guerra mondiale il relitto fu riportato a galla e demolito.

### Annotazioni
1. ↑  In tedesco per i nomi delle navi, "SMS" significa Seiner Majestät Schiff ("Nave di Sua Maestà").
2. ↑  La Frundsberg aveva trascorso in mare 137 giorni, percorrendo 7.535 miglia nautiche a vela e 7.664 miglia nautiche a vapore.
3. ↑  Parte dell'equipaggio ebbe la possibilità di visitare la Fiera Colombiana di Chicago e le Cascate del Niagara.

### Fonti
1. 1 2 3 4 5 6 7 8 9 10 11 12 13 14 15 16 17 18 19 20 21  kuk Kriegsmarine.
2. 1 2 3 4 5  Gogg 1974, p. 47.
3. 1 2 3 4 5 6  Chesneau, Kolesni 1979, p. 277.
4. ↑  Gogg 1974, p. 29.
5. ↑  Greger 1976, p. 137.